# Dans les yeux d'Enzo
Pour plus de détails, voir Fiche technique et Distribution.
Dans les yeux d'Enzo (titre original : The Art of Racing in the Rain, au Québec : L'art de courir sous la pluie) est un film américain réalisé par Simon Curtis, sorti en 2019.

## Synopsis
Adapté du roman de Garth Stein (en) du même nom, il montre du point de vue d'un chien la vie de son maître, pilote de courses.

## Distribution
- Kevin Costner (VF : Bernard Lanneau ; VQ : Marc Bellier) : Enzo (voix)
- Milo Ventimiglia (VF : François Santucci ; VQ : Hugolin Chevrette-Landesque) : Denny Swift
- Amanda Seyfried (VF : Noémie Orphelin ; VQ : Catherine Bonneau) : Eve Swift
- Martin Donovan (VF : Gabriel Le Doze ; VQ : Pierre Auger) : Maxwell
- Kathy Baker (VF : Catherine Davenier ; VQ : Claudine Chatel) : Trish
- Ian Lake (VF : Fabien Jacquelin ; VQ : Alexandre Fortin) : Mike
- Gary Cole (VF : Pierre-François Pistorio ; VQ : Benoît Rousseau) : Don Kitch
- Ryan Kiera Armstrong (VF : Violette Valensi ; VQ : Jade Brind'Amour) : Zoé (7 ans)
  - Lily Dodsworth-Evans (VF : Maïa Liaudois) : Zoé (17 ans)
- McKinley Belcher III (VF : Mike Fédée ; VQ : Fayolle Jean Jr.) : Mark Finn
- Nicole Anthony (VF : Charlotte Daniel) : Midwife
- Donald Heng (VF : Fred Colas) : Sean Wright
- Andres Joseph (VF : Anatole de Bodinat) : Tony

- Version française
  - Société de doublage : Cinéphase
  - Direction artistique : Marie-Laure Beneston
  - Adaptation des dialogues : Marion Bessay

- Version québécoise
  - Société de doublage : Cinélume
  - Direction artistique : Benoît Rousseau
  - Adaptation des dialogues : Benoît Rousseau et Marie Frankland